# Hermann Strauß (Leichtathlet)
Hermann Strauß (* 16. März 1931; † 1. April 2011) war ein deutscher Leichtathlet.

## Werdegang
Strauß stammte aus Kitzingen und trat im Dreisprung und Weitsprung an. Im Mai 1957 bestritt er in Madrid den ersten von 23 Länderkämpfen seiner Karriere. 1958 sprang er mit 15,59 m deutschen Rekord im Dreisprung und wurde im selben Jahr Siebter bei den Europameisterschaften in Stockholm. 1960 war Strauß für die Olympischen Spiele in Rom im Dreisprung qualifiziert, musste aber wegen einer kurz zuvor erlittenen Verletzung auf einen Start verzichten. Später gewann er mehrere Senioren-Welt- und Europameistertitel.